# کریس کارمک
کریس کارمک (انگلیسی: Chris Carmack؛ زادهٔ ۲۲ دسامبر ۱۹۸۰) یک هنرپیشه اهل ایالات متحده آمریکا است. وی از سال ۲۰۰۰ میلادی تاکنون مشغول فعالیت بوده‌است.
از فیلم‌ها یا برنامه‌های تلویزیونی که وی در آن نقش داشته است می‌توان به آلفا و امگا، کشتی شکسته عشق و زیبایی و کیف دستی اشاره کرد.
کارماک در نقش دکتر آتیکوس لینکلن (معروف به دکتر لینک) در سریال آناتومی گری ، یک درام پزشکی آمریکایی بازی می کند.